# Яхъяев, Гаджи Яхъяевич
Гаджи Яхъяевич Яхъяев (6 апреля 1984, Махачкала, Дагестанская АССР, РСФСР, СССР) — российский спортсмен, специализируется по карате кумите, призёр чемпионата Европы. Мастер спорта России международного класса.

## Спортивная карьера
Карате начал заниматься в Махачкале в ДГЦБИ спортивном клубе «Кемпо» под руководством тренера Омара Муртазалиева. Яхъяев был одним из титулованных дагестанских каратистов начала 2000-х, на его счету победа на кубке России среди юниоров и кадетов, бронза на первенстве мира среди юниоров 2003 года, а также победа на чемпионате Европы в команде в следующем году. В том же 2004 году он выиграл чемпионат Европы. В 22 года он завершил спортивную карьеру и начал заниматься адвокатской деятельностью.

## Результаты на международных соревнованиях
- Чемпионат мира по карате среди юниоров 2003 — ;
- Чемпионат Европы по карате 2004 (команда) — ;
- Чемпионат России по карате 2004 — ;

## Личная жизнь
В 2001 году окончил школу № 40 Махачкалы. В 2006 году окончил Дагестанский государственный университет, юридический факультет.